# Chrysozephyrus hisamatsusanus
Chrysozephyrus hisamatsusanus is een vlinder uit de familie van de Lycaenidae. De wetenschappelijke naam van de soort is voor het eerst geldig gepubliceerd in 1937 door Nagami & Ishiga.